# 相続人の不存在
相続人の不存在（そうぞくにんのふそんざい）とは、相続人のあることが明らかでない場合で、相続人の捜索が行われる場合である。2021年（令和3年）の民法改正により清算手続の見直しが行われ、相続財産管理人から相続財産清算人への変更などが行われた。

## 相続財産法人の成立
相続人のあることが明らかでない場合、相続財産は法人となる（民法第951条）。すべての相続人が相続を放棄した場合も含む。
なお、相続人のあることは明らかだが所在が明らかでない場合には相続人の不存在ではない。この場合、不在者財産管理人による相続登記を申請できる。共同相続人の1人の所在が明らかでない場合、不在者財産管理人は家庭裁判所の許可を得て遺産分割協議に参加することができる（1964年（昭和39年）8月7日民三597号回答）。

### 相続財産清算人の選任
相続人のあることが明らかでなく相続財産法人が成立する場合、家庭裁判所は、利害関係人又は検察官の請求によって、相続財産の清算人を選任しなければならない（第952条1項）。

### 登記名義人表示変更登記
相続財産清算人の選任後、被相続人名義の不動産につき相続財産清算人から相続財産法人名義への登記名義人表示変更登記を申請することになる（1935年（昭和10年）1月14日民甲39号通達）。この登記は付記登記でされる（不動産登記規則3条1号）。
登記の目的（不動産登記令3条5号）は、変更すべき所有権を順位番号で示し、「2番登記名義人氏名変更」のように記載する（登記研究707-193頁）。不動産が共有の場合でも同様である。
登記原因及びその日付（不動産登記令3条6号）は、被相続人が死亡した日を原因日付とし、「平成何年何月何日相続人不存在」のように記載する。
変更後の事項（不動産登記令別表23項申請情報）は、不動産が単独所有の場合、「登記名義人　亡A相続財産」のように記載する。不動産が共有の場合、「共有者A登記名義人　亡A相続財産」のように記載する。
登記申請人（不動産登記令3条1号）については、相続財産清算人による単独申請で行う（不動産登記法64条1項）。例えばBが相続財産清算人の場合、「亡A相続財産清算人B」のように記載する。
添付情報（不動産登記規則34条1項6号、一部）は、登記原因証明情報（不動産登記法61条・不動産登記令7条1項5号ロ）及び代理権限証明情報（不動産登記令7条1項2号）である。
登記原因証明情報とは、被相続人が相続人なくして死亡したことを証する情報（不動産登記令別表23項添付情報）であり、具体例は戸籍謄本・除籍謄本などである。
代理権限証明情報とは、相続財産清算人の家庭裁判所による選任審判書である。なお、選任審判書に、当該相続財産清算人の選任が相続人不存在の場合であること、及び死亡者の死亡年月日が明らかである場合には、当該選任審判書は登記原因証明情報を兼ねることができる（1964年（昭和39年）2月28日民甲422号通達）。
登録免許税（不動産登記規則189条1項前段）は、不動産1個につき1,000円である（登録免許税法別表第1-1(14)）。

## 公告手続
相続財産清算人が選任されたときは、家庭裁判所は、遅滞なくこれを公告しなければならない（第952条2項）。
選任公告期間内に相続人のあることが明らかにならなかった場合、相続財産清算人は相続債権者及び受遺者に対して請求の申出をすべき旨を公告しなければならない（民法第957条1項）。請求申出の公告の期間満了後になお相続人のあることが明らかでない場合、家庭裁判所は相続人捜索公告をしなければならない（第958条）。
捜索公告終了までに相続人のあることが明らかになった場合、通常の相続登記を申請するが、前提として登記名義人表示変更登記を抹消する必要はない（1955年（昭和30年）5月28日民甲1047号回答）。
公告期間は2021年（令和3年）の民法改正前は、相続財産管理人の選任の公告、相続債権者等に対する請求の申出をすべき旨の公告、相続人捜索の公告を順に行うこととされ、権利関係の確定に最低10か月間を要していた。改正後は選任の公告と相続人捜索の公告を一つの公告で行うことが可能となり、相続債権者等に対する請求の申出をすべき旨の公告も並行して行うことができることになり権利関係の確定に最低必要な期間は合計6か月となった。

## 特別縁故者に対する相続財産の分与
捜索公告終了後特別縁故者がいる場合、家庭裁判所は審判により相続財産の全部又は一部を特別縁故者に与えることができる（第958条の2第1項）。この場合、相続財産法人から特別縁故者への移転登記を申請することができる。
登記の目的（不動産登記令3条5号）は、不動産が単独所有の場合、「所有権移転」と記載する。不動産が共有の場合、「亡A相続財産持分全部移転」のように記載する。
登記原因及びその日付（不動産登記令3条6号）は、民法第958条の2の審判が確定した日を日付とし、「平成何年何月何日民法第958条の2の審判」のように記載する。
登記申請人（不動産登記令3条1号）は、特別縁故者を登記権利者とし、相続財産法人を登記義務者として記載するが、確定判決による申請（不動産登記法63条1項）に準じて、特別縁故者の単独申請により登記をすることもできる（1962年（昭和37年）6月15日民甲1606号通達）。
添付情報（不動産登記規則34条1項6号、一部）は、特別縁故者の単独申請による場合、登記原因証明情報（不動産登記法61条・不動産登記令7条1項5号ロ）及び登記権利者の住所証明情報（不動産登記令別表30項添付情報ロ）を添付する。
登記原因証明情報とは、審判書正本及びその確定証明書である（1962年（昭和37年）6月15日民甲1606号通達）。
一方、農地又は採草放牧地（農地法2条1項）につき移転登記を申請する場合でも、農地法3条の許可書（不動産登記令7条1項5号ハ）の添付は不要である（農地法3条1項7号）。
登録免許税（不動産登記規則189条1項前段）は、不動産の価額の1,000分の20である（登録免許税法別表第1-1(2)ハ）。 不動産が共有の場合、不動産の価額に移転する持分の割合を乗じて計算した金額（登録免許税法10条2項）の1,000分の20である。なお、端数処理など算出方法の通則については不動産登記#登録免許税を参照。

## 残余財産の帰属
特別縁故者がいないか審判の申立てが却下されたなどにより相続財産が特別縁故者に移転しない場合、共有持分なら他の共有者に帰属し（第255条）、単独所有なら国庫に帰属する（第959条）。

### 他の共有者への移転
共有持分について相続人の不存在が確定し、相続債権者や受遺者に対する清算手続が終了したときは、まず、民法958条の2が優先して適用され、その持分は特別縁故者に対する財産分与の対象となり、この財産分与がされないときに民法255条によって他の共有者に帰属することとなる（最判平元・11・24民集第43巻10号1220頁）。
登記の目的（不動産登記令3条5号）は、「亡A相続財産持分全部移転」のように記載する。
登記原因及びその日付（不動産登記令3条6号）は、民法第958条の2第2項に規定される申立て期間満了日の翌日（特別縁故者からの申立てがない場合）又は申立てを却下する審判が確定した日の翌日（申立てはあったが却下され、確定した場合）を日付とし、「平成何年何月何日特別縁故者不存在確定」と記載する（1991年（平成3年）4月12日民三2398号通達）。なお、2021年（令和3年）の民法改正前の手続では、権利確定に最低10か月、さらに特別縁故者に対する財産の分与の手続も合わせると最短13か月の期間を要していた。そのため、同先例は当該原因日付は各種公告や申立ての必要期間を勘案し、被相続人の死亡の日から13か月を経過していなければならないとしていた。この点についても2021年（令和3年）の民法改正により前段階の公告期間が短縮され迅速化が図られた。
登記申請人（不動産登記令3条1号）は、持分を得る他の共有者を登記権利者とし、相続財産法人を登記義務者として記載する。単独申請をできる規定が存在しないので、共有者と相続財産清算人の共同申請により行う（不動産登記法60条）。
添付情報（不動産登記規則34条1項6号、一部）は、登記原因証明情報（不動産登記法61条・不動産登記令7条1項5号ロ）、登記義務者の登記識別情報（不動産登記法22条本文）又は登記済証及び書面申請の場合には印鑑証明書（不動産登記令16条2項・不動産登記規則48条1項5号及び同規則47条3号イ(1)、同令18条2項・同規則49条2項4号及び同規則48条1項5号並びに同規則47条3号イ(1)）、登記権利者の住所証明情報（不動産登記令別表30項添付情報ロ）、代理権限証明情報（不動産登記令7条1項2号）である。
相続財産法人名義への登記名義人表示変更登記の際に交付された登記済証は権利に関する登記済証ではないので、当該他の共有者への移転登記の申請に使用することはできない（登記研究563-127頁）。なお、相続財産法人が登記義務者となる場合、相続財産清算人が家庭裁判所の権限外行為許可書（民法第953条・第28条参照）を添付すれば、登記識別情報の提供は不要である（登記研究606-199頁）。
印鑑証明書は、相続財産清算人のものを添付する。
登録免許税（不動産登記規則189条1項前段）は、不動産の価額に移転する持分の割合を乗じて計算した金額（登録免許税法10条2項）の1,000分の20である（登録免許税法別表第1-1(2)ハ）。 なお、端数処理など算出方法の通則については不動産登記#登録免許税を参照。

### 国庫への帰属
特別縁故者に対する相続財産の分与の規定（民法958条の2）により処分されなかった相続財産は国庫に帰属する（第959条）。ただし、行政実務では、相続財産清算人が相続財産を処分し、現金化した後でなければ相続財産を引き取らない扱いになっており、相続財産清算人の負担となっている。
日本では、単身の高齢者人口と生涯未婚率も上昇しており、少子高齢化が進んだことを背景に相続人不存在のケースが増加している。毎日新聞の取材によれば、2017年度に国庫に帰属した額は500億円を超えたことが判明している。